# Старотураєвська сільська рада
Старотура́євська сільська рада (рос. Старотураевский сельский совет) — муніципальне утворення у складі Єрмекеєвського району Башкортостану, Росія. Адміністративний центр — село Старотураєво.

## Населення
Населення — 939 осіб (2019, 1001 в 2010, 891 в 2002).

## Склад
До складу поселення входять такі населені пункти:
| Населений пункт    | Населення, осіб (2002) | Населення, осіб (2010) |
| ------------------ | ---------------------- | ---------------------- |
| Абдулово, село     | 253                    | 230                    |
| Старотураєво, село | 638                    | 771                    |